# إيزابيل دراموند
إيزابيل دراموند (بالبرتغالية: Isabelle Drummond‏) هي عارضة وممثلة برازيلية، ولدت في 12 أبريل 1994 في البرازيل.

## أعمال

### مسلسلات
- عائلة ميغيل

## وصلات خارجية
- إيزابيل دراموند على موقع IMDb (الإنجليزية)
- إيزابيل دراموند على موقع قاعدة بيانات الفيلم (الإنجليزية)